# 批判的思考
批判的思考（ひはんてきしこう、英: critical thinking）またはクリティカル・シンキングとは、「物事や情報を無批判に受け入れるのではなく、多様な角度から検討し、論理的・客観的に理解すること」とされる。クリティカルの語源は「きびしく批判する」、「危篤の」、「批評（家）の」、「慎重な判断を下す」など。教育認知心理学者の楠見孝の定義では批判的思考とは、「マイサイド・バイアス（自分の信念が正しいと思ってしまうこと）」に陥らずに自他の思考を吟味するという、「メタ的に一つ上の立場に立って考えること」である。ケンブリッジ大学出版局では次の定義がある。
生きる上で批判的思考が重要な技能なのは明らかである。 … 批判的思考とは、科学的探究の核心である。優れた科学者とは、物事がなぜ起きるのか、どうやって起きるのかという問いかけを決して絶やさない者である。科学は、われわれの現時点の科学的考えと矛盾するデータをわれわれが発見する時に、進歩している。

## 歴史
批判的思考は1930年代のアメリカの教育学において主張されはじめ、1960年代の教育の現代化にともない注目された。1970年代の基礎学力重視理論に一時忘れられるが、1980年代にまた再注目されたもので、アメリカの教育学、心理学などの分野で非形式論理学（形式論理学とは異なる一般の議論などにおける論理に関する学問）とも関連して形成された（非形式論理学#批判的思考との関係参照）。
日本では1970年代に井上尚美（東京学芸大学）らが導入しようとした。

## 定義
「批判的思考」がどのような意味を持つかについては学者によって異なるが、たとえばダイアン・F・ハルパーン(D. F. Halpern)は、「批判とはあら探しではなく、理想的には思考過程を改善するための情報の提供をも意味し、批判的思考とは、複雑な判断、分析、統合、また省察的な思考や自己モニタリングを含み、文脈に敏感な高次元の思考技能」としている。ほかにも定義としては、望ましい結果を得る可能性を増大させるために認知的な技術や方略（方法）を用いることといった定義がある （ダイアン・F・ハルパーン)。
レスター・A・レフトン（Lester A. Lefton）は、批判的思考を「証拠を評価し、選択肢を検討し、結果を査定し、結論が意味があるかを決定すること」からなりたっているとしたうえで、バイアスを避け、評価的になり (be evaluative)、過度の単純化を避け、事実の関連性を決定し、事実を疑い、すべての議論を考慮すべきであるとする。
道田泰司の定義では、「批判的思考とは、批判的な態度・懐疑によって触発され、創造的思考や領域固有の知識にサポートされる論理的な合理的な思考である」となっている。また道田は「見かけに惑わされず、多面的にとらえて本質を見抜くこと」と平易な定義を述べてもいる。
また、健全な批判精神を持った客観的な概念であることに基づき、経営教育の場では仕事の生産性を上げることを目的にカリキュラム化する流れも出ている。これは主に書籍や学校を通じて、論理思考やコミュニケーション力の向上に繋げるための心構えや思考プロセスなどを学ぶ場を提供するものである。

## 批判的思考のガイドライン
Carole Wadeen:Carol_Tavris は、批判的思考のガイドラインを次のようにまとめた。
- 問いをたてる。
- 問題を定義する。
- 根拠を検討する。
- バイアスや前提を分析する。
- 感情的な推論（「私がそう感じるから真実である」）を避ける。
- 過度の単純化はしない。
- 他の解釈を考慮する。
- 不確実さに堪える。

またLeftonは次のようにまとめている。
- 利用可能なもの、最初の思いついた答えに固執しない。
- あまりに早く一般化しない。
- 楽な解決に固執しない。
- 最初の答えに合致するような決定に固執しない。
- 一部の利用可能なアイデアや前提の検討だけに終始しない。
- 感情的にならない。
- もともともっている考えに固執せずに、オープンになること。

## 「批判」の意味
批判の定義は論者によって異なるが、批判の定義について次のように主張する論者がいる。
批判という言葉は反対する、受け入れない、などのイメージから否定や非難と同義で用いられるケースが存在するが、批判とは情報を分析、吟味して取り入れることを指し、客観的把握をベースとした正確な理解が必要である。批判という字自体「批（事実を突き合わせる）」「判（見分け定める）」という意味合いであり、元々否定や非難という意味を持たない。また、否定という言葉はその情報自体を拒絶するという意味合いが強くまた主観的要素を含んでおり、本来の批判という言葉の意味とは隔たりがある。
批判の語源はギリシア語のkrinein（英語でjudge, decide。決定する、判断する）であり、物事を中立的に、または懐疑的にせよ、のっぴきならない危機的な状況で判断すること、意思決定することを元来は意味していたといわれる。

## 間違った議論を回避するための批判的思考
批判的思考では、間違った議論や推論、論理展開（これらを誤謬という）をできるだけ回避する努力を常に持つべきであるとされる。

### 誤謬の議論の種類
「誤謬の議論」には、三段論法の間違いのような基本的な論理展開のミスから、はぐらかし術、先入観注入・感情論など多岐にわたる。分類によっては100以上を挙げるものもある。以下、誤謬の議論の種類をあげる。

#### 論理的な間違い
論理的な間違いの種類としては以下の通り。
- 誤った二分法。「白黒思考」(black-and-white thinking) ともいわれ、過度な単純化による二者択一は問題とされる[11]。
- 全称の誤用 (false universal): 例外を無視した一般化で「例外の撲滅」ともいわれる[11]。「誰もAを支持しない」の「誰も」は例外を無視している[11]。
- 合成の誤謬 (fallacy of composition):

「ある部分がXだから、全体もX」という議論。
- 分割の誤謬 (fallacy of division)

「全体が X だから、ある部分も X」という議論。
三段論法の基本的な間違いとしては以下のものがある。
- 媒名辞不周延の誤謬 (fallacy of the undistributed middle)
- 後件肯定の誤謬 (affirming the consequent)
- 前件否定の誤謬 (denying the antecedent)

- 循環論法 (circular reasoning)、論点先取 (begging the question): 証明で真偽不明の前提を使ってしまう論理的誤りを論点先取といい、それが循環論法をひき起こす[11]。
- 未知論証（argument from ignorance, ラテン語でargumentum ad ignorantiam）: 前提がこれまで偽と証明されていないことを根拠に真である、あるいは前提が真であるということが証明されていないので偽であると主張する誤謬[11]。

#### 帰納法関係の誤謬
- 早まった一般化 (hasty generalization, jumping to conclusion): 世論調査など統計をもとに論じる場合、有意なだけのサンプルサイズが必要であるし、その場合でも、大体の割合しかつかめないため、全称命題的に結論を出すのは慎重を要する[11]。
- ステレオタイプ化 (stereotyping): 性差、人種、職業、出身地などステレオタイプによる決めつけ[11]。
- 誤りのある標本 (false sampling)
- 観測結果の選り好み。検証バイアス[11]、確証バイアスとも。

#### 因果関係理解の誤り
- 因果関係の逆転
- 因果判断の誤謬 (false cause)
- 滑り坂論法 (slippery slope): ひとつの問題点を取り上げ、あたかもそれだけがどんどん事態を悪化させる絶対的な原因であるかのように強調する誤謬[11]。

#### 用語選択の誤り
- 充填された語 (loaded language): 論題に関して感情的な先入観を持たせようとして文の中に挿入した語句のことを指し、具体的には、議論の内容が客観的に十分に紹介・議論される前から、話者が自分の評価を盛り込むことで、最初から話に色をつけ、受け手に先入観を持たせようという議論で、ミスリーディングを導く[11]。解決策としては、決めつけてきたことの理由や、前提と決めつけた結論とのつながりを問う、また客観的・非感情的・非評価的表現で訂正した言い方を示す、などがある[11]。
- 多義語の誤謬 (equivocation) また媒名辞曖昧の誤謬 (fallacy of the ambiguous middle) などでは、語の定義が多義であることからくる混用などが、誤謬の起因とされる[11]。
- 類比の誤り (false analogy)

### 論点のすり替え
論点ずらし、論点のすり替えには以下の種類がある。
- 権威に訴える論証
- 伝統に訴える論証:「前例がない」として却下することが常に行われると進歩がなくなる[11]。
- 多数派論証（衆人に訴える論証） (appeal to bandwagon, appeal to popularity)
- 人格攻撃論法（人身攻撃）
- 状況に基づく対人攻撃論法 (ad hominem circumstantial)
- お前だって論法 (Tu quoque)
- 多重質問の誤謬 (loaded question)
- わら人形論法（ストローマン, straw man）

このような誤謬を発する人には特定の人や立場に偏見を持って、話を聞こうとしない姿勢から誤謬が生じることが多い。誤謬を解消するには、「初めに敵ありき」的な議論をする人が、議論姿勢を改めるか、あるいは、敵対的な議論で議論を打ち切ろうとする人が公平な議論を阻害しているということを多くの人が納得するまで事態の推移を辛抱強く待つか、のどちらかが一般的な解決法である。

### 好意の原則
道田泰司は、批判的思考を行うためにもっとも重要なことに好意的な理解をあげる。
批判（吟味、省察）を行うには、まずはその対象や問題をきちんと理解していなければならない。十分な理解の努力なしに行われる批判は、たんなる誤解や、挙げ足取りや、本質的ではない議論にしかならない。言語学者が現地言語を理解する際のように最初から「相手がいっていることが正しくない」と想定してしまうと、相手を理解することもできず、また「相手のいっていることが正しくない」と結論することもできなくなってしまう。そのために、好意の原則（善意解釈の原理、principle of charity）が必要とされる。
この好意の原則を平易にいえば、ひとの発言を理解しようとするとき、そのひとの言っていることを基本的に正しいとすることである（富田恭彦）。批判的思考を行うためには相手のいうことを正しいとみなしたうえで、さらにつじつまが合うように解釈しなければならない（野矢茂樹）。これは「共感的理解の原則」ともいわれ、相手を批判する前に自分の理解そのものを批判の対象とすることである。

#### 暗黙の前提を明らかにする
形式論理学を日常的な推論に適用する非形式論理学 (informal logic) においては、隠れた前提や、それに由来する誤謬推論を明らかにすることで、議論の強さ弱さが評価される。そのような暗黙の前提を明らかにすることも、批判的思考の思考技能のひとつである。
たとえば「女の子だから、はしたないことをしてはいけない」という主張には、女性を特別扱いしようとする偏見が隠されている。省略された前提を明確にすることで、自分が無意識に信じている偏見や独断を自覚することが可能となる。また、暗黙の前提を検討することで、相手の偏見や独断を明らかにすることも可能となる。相手の暗黙の前提が明らかになるとともに、自分の暗黙の前提との違いが明らかになるという比較の作業においては、「自分にとって都合のいい前提を、相手にとって都合のいい、相手に好意的な前提に置き換えること」が重要なことであり、これが「好意の原則に基づく理解」といえる。
理解と批判の往復運動によって理解はさらに深まり、疑問を持つことによって理解が深まる。（理解を目的とする）「理解のための批判」ではなく、理解を目的としない「批判のための批判」しかない場合には、対立しか生まれない。また、賛同するだけでそこに批判が介在しなければ、馴れ合いになる、とされる。

## 国の文化的背景と批判的思考
道田泰司によれば、実際の社会においては批判的思考ではないタイプの思考が存在するし、そのような批判的思考ではないタイプの思考との間に単純な優劣をつけることは難しい。論理という独裁的なものだけで納得できない場合には、このような批判的思考ではないタイプの思考を用いて、権威や競争なしに共感をもった思考の過程によって解決が図られることも教育学では模索されている。また一方の文化が他方の文化よりも劣ると仮定すれば、それを教育によって変えることは正当とされるが、他方の文化からすると文化の侵略とみなされることもあるため、必ずしも批判的思考を正当なものとせずに、自民族中心主義ではないような、互いの文化を理解するような思考方法も研究されている。日本では「協調型批判的思考」というモデルも研究されている。

### 日本人論

#### 累加的な日本と因果律的なアメリカの教育
渡辺雅子『納得の構造―日米初等教育に見る思考表現のスタイル』（東洋館出版社2004）によれば、アメリカと日本の教育を比較すると、日本では時系列による累加的な思考や共感が重視されるのに対して、アメリカでは「なぜ」を問う因果律に基づく分析的推論が重視される。作文の比較においても日本では出来事が起こった順番に連結されていくのに対して、アメリカでは「なぜならば (because)」「なので (so)」といった因果を示す接続詞が多用される。
またウォルター・J・オングによる声の文化と文字の文化の比較においては、声の文化は冗長性、累加性、保守性、生活への密着、感情移入的で客観的距離をとらない、状況依存的であって抽象的ではないといった特徴がある。文字の文化においては文字を見ながら、客観的な証拠や論点を確認しながら、回り道をしない形で討議が行われる。日本の昭和20年代の地方の寄り合い（話し合い）では冗長で悠長でまわり道の多い過程を通って討議され、批判的思考におけるような問題を明確化し、データから正しい推論を経て結論に至るような過程を踏まえない。しかし、このような冗長な討議においては、参加者が無理をせず、皆が納得いくまで話し合いをすることが可能となる。
トリアンディスによる集団主義（日本、中国、インド、ロシアなど）と個人主義（ヨーロッパ、アメリカ）の比較では、集団主義のような厳格な社会においては批判を非常に嫌い、また知的柔軟性は伝統的なものへの理解の欠如とみなされ、これも嫌われるが、なるべく最良の合意を出そうとするため、相談に時間をかける。また集団主義においては個人主義のような認知的な一貫性は求められないが、年長者のいうことに疑問を持たず従うことを求められ、無批判的な権威主義的な態度が望ましいとされる。
これに対して個人主義の社会においては、歴史や文脈を無視して葛藤を分解したがる傾向が強く、解決策の長所と短所を検討し、利益を最大にする解決策を目指す。

#### 日本人=集団主義論への批判
佐藤健志、施光恒、中野剛志、柴山桂太らは対談で、日本人は集団主義で劣ったものだからアメリカ化しなければいけないとする論は、ルース・ベネディクトの『菊と刀』や、それを無批判に受け継いだ進歩的文化人や右派の構造改革派の発想に由来するのではないかと語る。日本にも「数寄者」「傾奇者」があり、西洋にもフォードの大量生産方式、規律訓練型権力による教育方式（西洋の小学校にはムチが置かれていた）があることを踏まえ、日本は集団主義と説く人ほど「ダイバーシティ」やアメリカ化を一斉に推進するという集団主義に陥っていると批判した。

## 教育政策における批判的思考
近年、批判的思考を日本の教育カリキュラムに導入する動きが文部科学省などにある。2012年（平成24年）6月4日、文部科学大臣平野博文は「社会の期待に応える教育改革の推進」で批判的思考を重視した改革を提唱し、大学入試などでへの導入が提案された。また、同年9月7日の中央教育審議会高等学校教育部会で京都大学大学院（教育認知心理学）教授の楠見孝は批判的思考を「高校生が身につけておくべき最も重要なもの」とした。